# Avión de fuselaje ancho

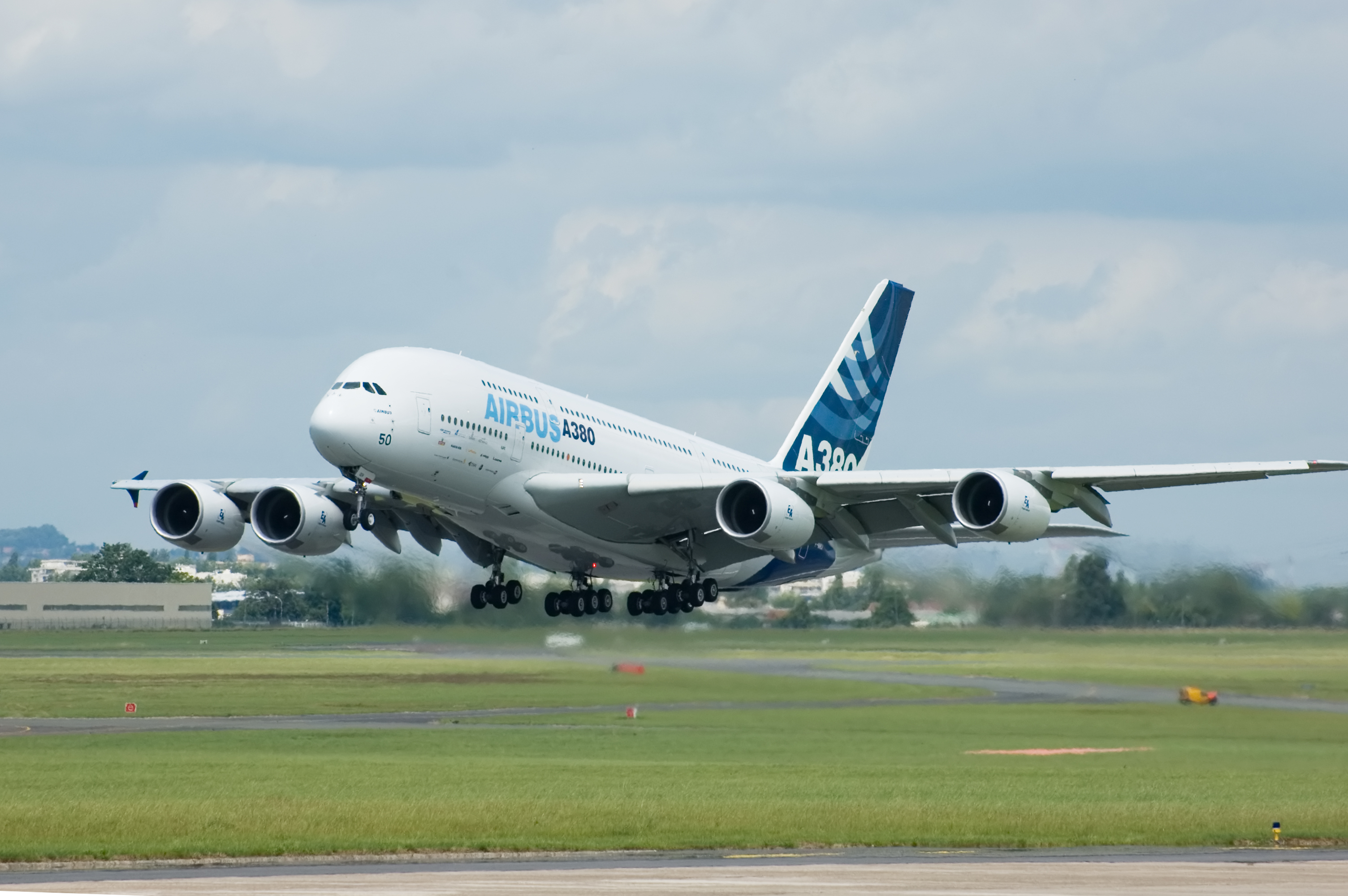
El Airbus A380 es uno de los aviones más anchos del mundo.

Un avión de fuselaje ancho es un avión de línea de grandes dimensiones con dos pasillos de pasajeros, también es conocido como avión de doble pasillo. El diámetro del fuselaje de este tipo de aviones suele ser de entre 5 y 6 metros. En la típica cabina de pasajeros de fuselaje ancho de clase económica, los pasajeros se sientan en filas de siete a diez asientos, permitiendo una capacidad total de 200 a 600 pasajeros. El mayor avión de fuselaje ancho tiene más de 6 m de ancho, y puede acomodar filas de hasta once pasajeros en configuraciones de alta densidad. El avión de fuselaje ancho también puede ser utilizado para el transporte de mercancía y carga comercial y otras aplicaciones.

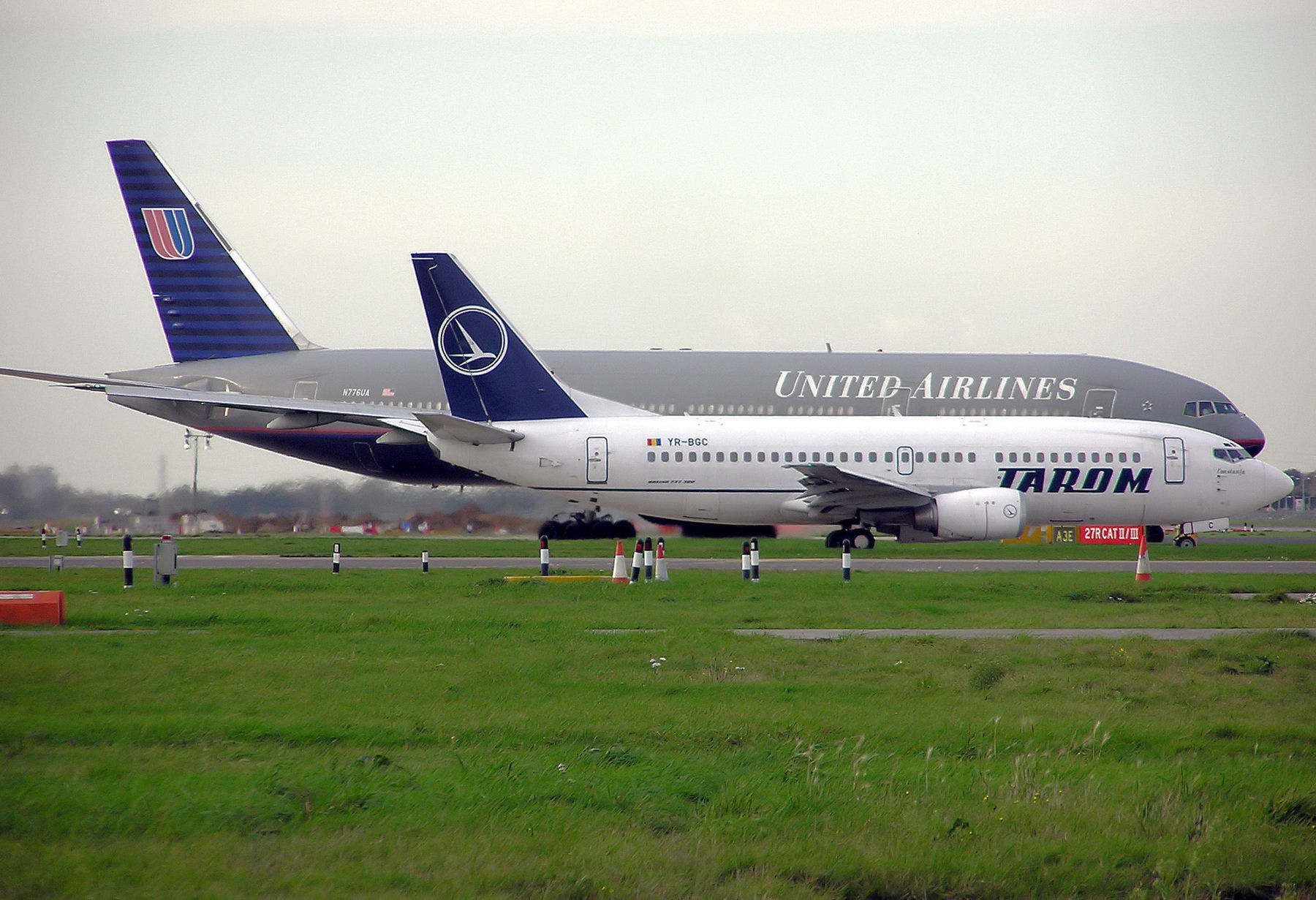
Comparación de tamaño entre un Boeing 737-300 (avión de fuselaje estrecho) y un Boeing 777 (de fuselaje ancho).

En comparación, un avión de línea de fuselaje estrecho tradicional tiene un diámetro de 3 a 4 metros, con un único pasillo, y filas de dos a seis asientos.
Los aviones de fuselaje ancho originalmente fueron diseñados para ofrecer una combinación entre eficiencia y confort de los pasajeros. Sin embargo, las aerolíneas rápidamente dieron con los factores económicos, y redujeron el espacio adicional de los pasajeros con intención de maximizar los ingresos y beneficios. Dependiendo de como la aerolínea configure el avión, el tamaño de los asientos y el espacio entre los mismos puede variar significativamente. Por ejemplo, los aviones programados para vuelos cortos suelen ser configurados con una densidad de asientos mayor que los aviones para vuelos de larga distancia.
Debido a las actuales presiones económicas en la industria de la aviación comercial, es probable que continúe la alta densidad de asientos en las cabinas económicas.

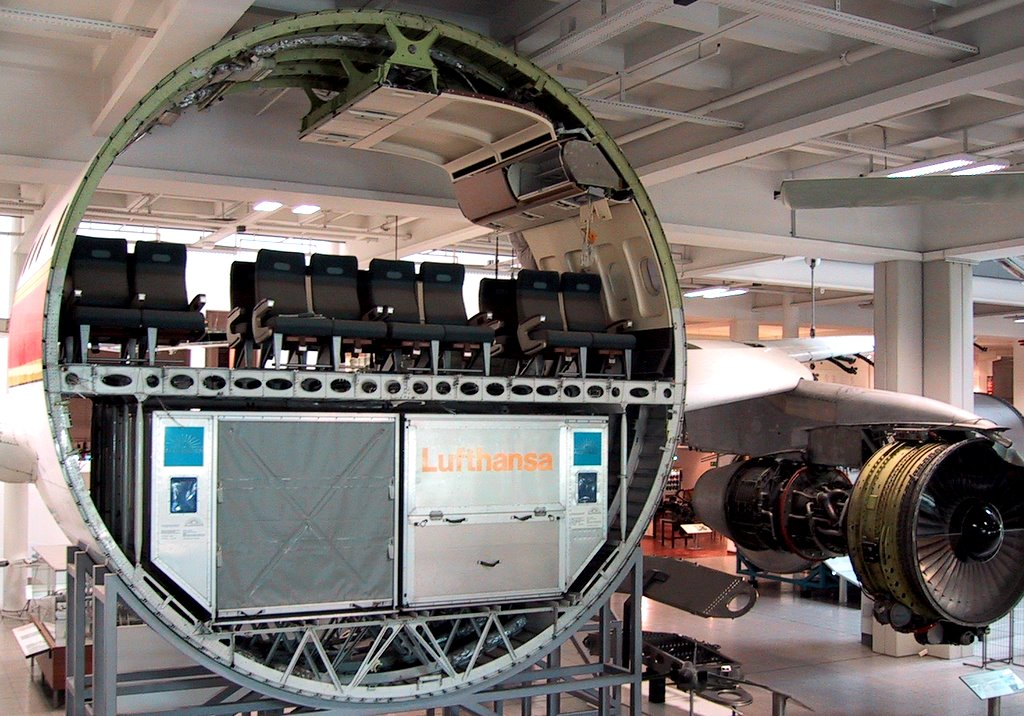
Sección de un Airbus A300, en la que se muestran las áreas de carga, de pasajeros y superior.
Comparación de la sección de un Airbus A380 y un Boeing 747-400.
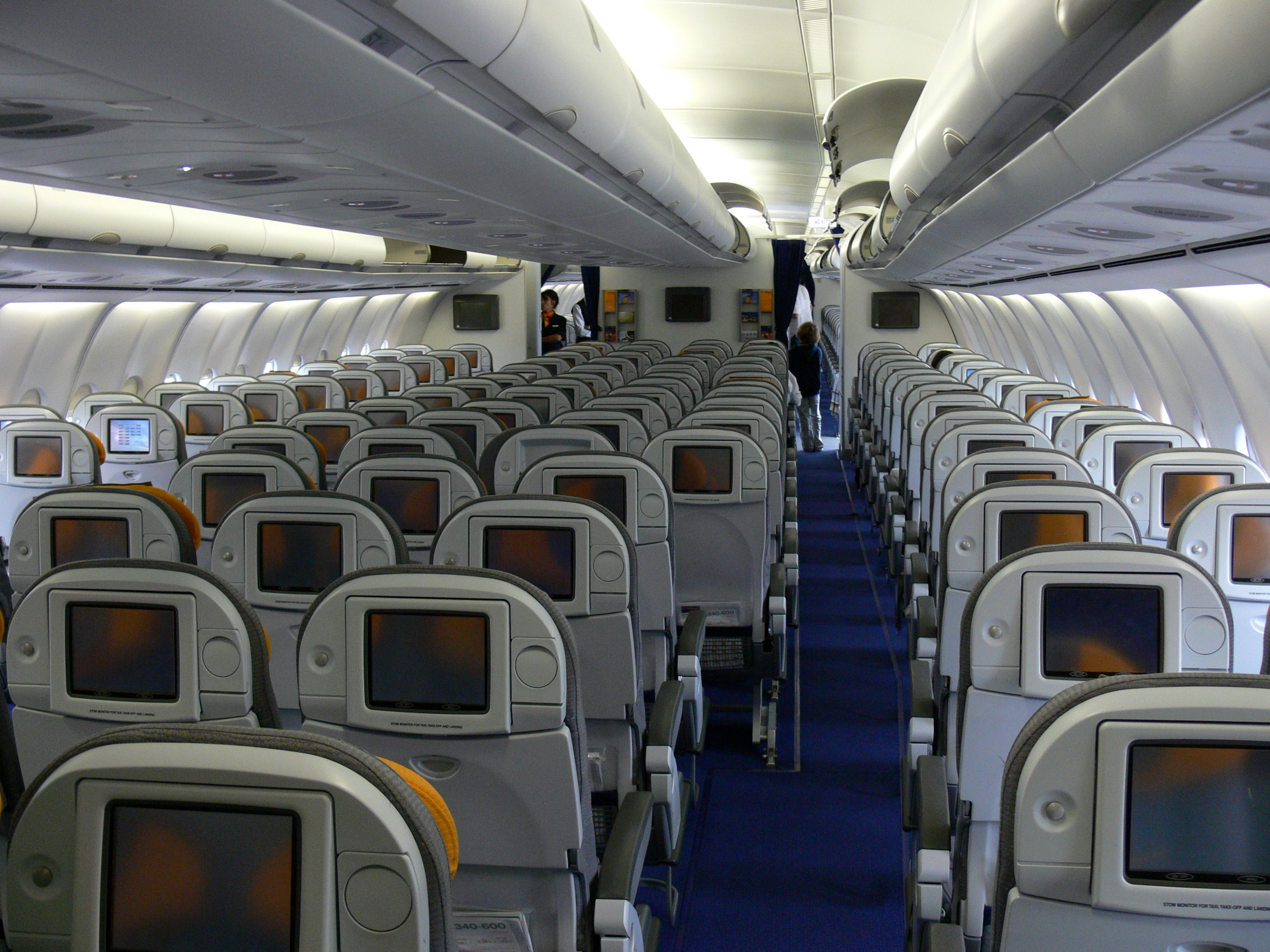
Cabina de pasajeros de clase económica de un Airbus A340-600 de Lufthansa.

## Especificaciones de fuselajes anchos
|  | Modelo         | Entrada en servicio | N.º de motores | MTOW máximo | Diámetro interior                                      | Diámetro exterior | N.º de asientos por fila (ancho del asiento)       |
|  | -------------- | ------------------- | -------------- | ----------- | ------------------------------------------------------ | ----------------- | -------------------------------------------------- |
|  | Airbus A300    | 1974                | 2              | 171,7 t     | 5,28 m                                                 | 5,64 m            | 8 (17" de ancho) en 2-4-2                          |
|  | Airbus A310    | 1982                | 2              | 164 t       | 5,28 m                                                 | 5,64 m            | 8 (17,4") en 2-4-2                                 |
|  | Airbus A330    | 1994                | 2              | 233 t       | 5,28 m                                                 | 5,64 m            | 8 (17,5") en 2-4-2 9 (16,5") en 3-3-3              |
|  | Airbus A340    | 1993                | 4              | 380 t       | 5,28 m                                                 | 5,64 m            | 8 (17,3") en 2-4-2 9 (16,5") en 3-3-3              |
|  | Airbus A350    | 2013                | 2              | 298 t       | 5,61 m                                                 | 5,97 m            | 8 (19") en 2-4-2 9 (17,7") en 3-3-3                |
|  | Airbus A380    | 2007                | 4              | 560 t       | 6,58 m (cubierta principal) 5,92 m (cubierta superior) | 7,14 m            | 10 (18,6", 18,1" o 18") en 3-4-3                   |
|  | Boeing 747     | 1970                | 4              | 412,8 t     | 6,1 m (cubierta principal) 3,45 m (cubierta superior)  | 6,5 m             | 10 (17,7" o 17.2") en 3-4-3                        |
|  | Boeing 767     | 1982                | 2              | 204,1 t     | 4,72 m                                                 | 5,03 m            | 7 (17" o 18") en 2-3-2                             |
|  | Boeing 777     | 1995                | 2              | 351,5 t     | 5,87 m                                                 | 6,2 m             | 9 (17,9" o 18") en 2-5-2 o 3-3-3 10 (17") en 3-4-3 |
|  | Boeing 787     | 2011                | 2              | 245 t       | 5,46 m                                                 | 5,77 m            | 8 (18,5") en 2-4-2 /> 9 (17,2") en 3-3-3           |
|  | Ilyushin Il-86 | 1980                | 4              | 208 t       | 5,7 m                                                  | 6,08 m            | 9 (18") en 3-3-3                                   |
|  | Ilyushin Il-96 | 1992                | 4              | 250 t       | 5,7 m                                                  | 6,08 m            | 9 (18") en 3-3-3                                   |
|  | L1011 Tristar  | 1972                | 3              | 231,3 t     | 5,72 m                                                 | 6,02 m            | 9 (17") en 2-5-2                                   |
|  | MD DC-10       | 1971                | 3              | 259,5 t     | 5,69 m                                                 | 6,02 m            | 9 (17,2") en 2-5-2                                 |
|  | MD MD-11       | 1990                | 3              | 286 t       | 5,69 m                                                 | 6,02 m            | 9 (17,5") en 3-3-3                                 |